# Rhampsinitus spenceri
Rhampsinitus spenceri is een hooiwagen uit de familie echte hooiwagens (Phalangiidae).